# بلاي
بلاي (الأستورية: Pelayu؛ الجاليكية: Paio؛ الإسبانية: Pelayo؛ البرتغالية: Pelágio، حوالي 685 - 737)، هو أحد النبلاء من أصل إسباني أو قوطي، أسس مملكة أستورياس في عام 718. تنظر له الإستوغرافية الإسبانية التقليدية كبادئ عملية "الاسترداد"، أي استرداد شبه الجزيرة الأيبيرية من أيدي المسلمين، وتأسيس الملكية الأشتورية، مما جعله الجد الأكبر لكل الممالك الأيبيرية المستقبلية، بما في ذلك ملوك قشتالة، وملوك ليون، وملوك البرتغال.

## معركة سهل البرباط
أختفى أثر لذريق بعد معركة سهل البرباط ويجمع أغلب الرواة على أنه مات، كما يجمع أغلب المؤرخين على مقتل كل وجهاء البلاد ما عدا بِلاَي (أو بلاي الأشتوري، لدى الغرب) الذي هرب دون أن يشارك في القتال، واتجه شمالا وعاد إلى بلاده بعد معركة سهل البرباط حيث قام بتأسيس مملكة أشتوريش في الركن الشمالي الشرقي مما يعرف الآن بإسبانيا، وهي مناطق قام المسلمون بغزوها مرات عديدة وانسحبوا منها.و اصل الكونت بلاي غير معروف فمنهم من يرى انه من اصل ايبيرو-روماني بينما يجمع اخرون على انه قوطي والمرجح هو الأخير ويقال ان الملك غيطشة كان عاشقا لوالدة بلاي.

## تأسيس مملكة أشتوريش
بعد 7 سنوات منذ بداية الحكم الإسلامي في أيبيريا قام بلاي من أشتوريش (أو بلاي) أحد كبار دولة القوط الغربيين التي قامت في جزيرة الأندلس بتأسيس مملكة أشتوريش في الركن الشمالي الشرقي مما يعرف الآن بإسبانيا، لم يكن بلاي قادرا على دحر قوات المسلمين التي كانت تتوغل في مملكته من فترة لأخرى كما لم يكن باستطاعة المسلمين إزالته من الحكم.
تحت قياده بلاي ازدادت الاعتداءات على المسلمين. من طرف هذه الجماعة وفي 722 (أو 724 أو ربما في وقت مبكر 718) أرسل أمير قوة بقيادة ابن علقمي اللخمي لاخماد هذا التمرد وإنشاء سيطرة إسلامية على المنطقة. هزم بلاي هذه القوة في معركة وادي كوفادونجا.
وتعتبر معركة كوفا دونغا النواة الأولى لحركة الاسترداد الإسبانية المسيحية (reconquista) لانه نتج عنها أول كيان مسيحي ذي طابع قومي تطور مع مرور الزمن ونتجت عنه ممالك مسيحية أخرى في شبه الجزيرة الايبيرية توسعت على حساب الدولة الإسلامية في الأندلس هذا ما يراه بعض المؤرخين ويقولون ان حرب الاسترداد الصليبية التي اعلنها فرناندو الثالث ملك قشتالة وليون وجليقية عام 1057 ماهي الا تجديد لجهود الكونت بلاي.

## معركة كوفادونجا
معركة كوفادونجا (أي مغارة دونجا التي بسمى بالعربية صخرة بلاي) وقعت في أواخر صيف عام 722 م. تعد أول معركة انتصر فيها مسيحيو أوروبا على المسلمين في الأندلس. يعتبرها المؤرخون بذرة أو نواة لحروب الاسترداد. يقول بعض مؤرخي المسيحيين عند الكتابة عن هذه المعركة أن جيش المسلمين ألف مقاتل وأن الجبال عاونت المسيحيين بإسقاط حجارتها على جند المسلمين. في الوقت الحالي يكذب المؤرخون أغلب ما يروى عن المعركة خاصة وأن أول أثر مكتوب لها كان بعد أكثر من 200 عام من وقوعها لذا فهي غير معروفة المكان والزمان ولا عدد الجند بالتحديد.
في معركة كوفادونجا انهزم ابن علقمي اللخمي من قوات «بلاي» (Pelayo)، وانتهت بتأسيس أولى الإمارات المسيحية في شمال الأندلس.
و بعد فترة وجيزة اتحدت أشتوريش مع دوقية قنطبرية الواقعة غرب أشتوريش عن طريق زواج ابنة بلاي ارمسيندا من الفونسو ابن الدوق بيدرو دي كانتبريا متخذة اسم مملكة أشتوريش (كما كان العرب يطلق على نصارى الشمال الإسباني عدة تسميات كالبشكنش - الجلالقة - النصارى - القوط أول الامر والإفرنج والإسبان فيما بعد) لتشهد هذه المملكة الصغيرة فيما بعد فوضى سياسية بسبب اطماع افراد العائلة المالكة في الحكم تمثلت في حياكة المؤامرات والاغتيالات وتحالف طرف مع المسلمين ضد الطرف الثاني ولم تستتب الأوضاع في المملكة إلى غاية عهد الفونسو الثاني (791-842) الملقب بالكاثوليكي.